# Пшиставка (Сокульський повіт)
Пшиставка (пол. Przystawka) — село в Польщі, у гміні Янув Сокульського повіту Підляського воєводства.
Населення — 280 осіб (2011).
У 1975-1998 роках село належало до Білостоцького воєводства.

## Демографія
Демографічна структура станом на 31 березня 2011 року:
|          | Загалом | Допрацездатний вік | Працездатний вік | Постпрацездатний вік |
| -------- | ------- | ------------------ | ---------------- | -------------------- |
| Чоловіки | 147     | 28                 | 94               | 25                   |
| Жінки    | 133     | 29                 | 67               | 37                   |
| Разом    | 280     | 57                 | 161              | 62                   |